# Studnitz (Adelsgeschlecht)

Wappen derer von Studnitz

Studnitz (tschechisch ze Studnic) ist der Name eines alten westmährischen Adelsgeschlechts mit gleichnamigem Stammsitz (heute Studnice) südlich von Groß Meseritsch.

## Geschichte
Das Geschlecht wird urkundlich erstmals mit Philipp Hrb aus dem Hause Herbau (heute Hrbov, Ortsteil von Velké Meziříčí) bei Groß Meseritsch im Jahr 1358 und mit dessen Sohn Johann Hrb von Studnitz im Jahr 1377 unter dem heutigen Namen erwähnt. Anderen Angaben entsprechend erfolgte die erste urkundliche Erwähnung des Namens von Studnitz im Jahr 1306. König Wenzel III. schlug im genannten Jahr Benedictus, Andreas und Georg Studnitz zu Rittern. Die sichere Stammreihe beginnt mit Georg von Studnitz (1478–1532), Gutsherr auf Geraltitz (später Jeroltschütz) bei Konstadt, mit dem die Familie im Jahr 1499 endgültig in Schlesien ansässig wurde Letztgenannter hatte sich mit der Erbtochter des Gutsherrn von Strachwitz auf Jerolschütz vermählt. Derselbe wurde dadurch der Stifter der Linien Studnitz-Jerolschütz und Studnitz-Simmenau, welche später in mehrere Linien, namentlich in die Häuser Kritschen und Groß-Peterwitz zerfiel.
Das Adelsgeschlecht gründete 1912 einen Familienverband, der sich alle zwei Jahre trifft.
Im Jahr 1991 wurde in Świercze, dem früheren Schönwald im Kreis Rosenberg O.S. die Straße 15. Dezember in Familie von Studnitz-Straße umbenannt.

## Wappen
In Blau ein goldener Wechselzinnenbalken. Auf dem Helm mit blau-goldenen Decken eine natürliche Wildente vor drei (später sieben) schwarzen Hahnenfedern.

## Bekannte Familienmitglieder
- Andreas von Studnitz (* 1954), deutscher Theaterintendant, Theaterregisseur und Schauspieler
- Arthur von Studnitz (1851–1927), sächsischer Regierungsrat, Schriftsteller, Zeitschriftengründer und Verbandsgründer
- Benno von Studnitz (1830–1916), preußischer Generalmajor
- Bogislav von Studnitz (1888–1943), deutscher Generalleutnant der Wehrmacht
- Cecilia von Studnitz (* 1940), Schriftstellerin, Kommunikationswissenschaftlerin und Journalistin
- Ernst von Studnitz (1898–1943), deutscher Konteradmiral
- Ernst-Jörg von Studnitz (* 1937), deutscher Jurist und Diplomat
- Friedrich von Studnitz (General, 1796) (1796–1866), preußischer Generalmajor
- Friedrich von Studnitz (General, 1863) (1863–1932), preußischer Generalleutnant
- Gilbert von Studnitz (* 1950), Autor sowie Stadtkommissar und Stadtrichter in Benicia, Kalifornien.
- Gotthilft von Studnitz (1908–1994), deutscher Physiologe, Zoologe und Autor
- Hans von Studnitz, deutscher Landrat in Schweidnitz und Goldberg
- Hans Adam von Studnitz (1711–1788), deutscher Intendant und Hofmarschall in Gotha, Erbauer des Landhauses Studnitz in Wechmar
- Hans Georg von Studnitz (1907–1993), deutscher Journalist und Schriftsteller
- Johann Wenzel von Studnitz und Jeroltschütz (* um 1708; † 1756), preußischer Landrat im Landkreis Neisse
- Max von Studnitz (1853–1917), preußischer Generalmajor
- Oswald von Studnitz (1871–1963), deutscher Kapitän zur See der Kaiserlichen Marine

### Sekundärliteratur
- Gotthilft von Studnitz: Mein Jagdbuch, Verlag Stocker, Graz/Stuttgart 1982. ISBN 3-7020-0409-2.
- Gilbert von Studnitz: The Studnitz Wars: The Wartime Journals of a Prussian Cavalry General 1849–71. Helion & Company, Solihull (UK) 2015. ISBN 1910294403.